# Episodi di Burn Notice - Duro a morire (quinta stagione)
La quinta stagione della serie televisiva Burn Notice - Duro a morire, composta da 18 episodi, è stata trasmessa in prima visione assoluta negli Stati Uniti d'America dal canale via cavo USA Network dal 23 giugno al 15 dicembre 2011; i primi dodici episodi sono stati trasmessi fino all'8 settembre 2011, mentre i rimanenti sei episodi sono andati in onda dal 3 novembre 2011.
Nella Svizzera italiana la stagione è stata trasmessa in prima visione in lingua italiana da RSI LA1 dal 22 ottobre al 14 novembre 2012. In Italia la stagione è trasmessa dal canale satellitare Fox dal 28 agosto 2013, e in chiaro da Cielo dal 10 settembre 2013.
A questa stagione è collegato il film per la televisione Burn Notice - La caduta di Sam Axe, prequel della serie TV, che introduce anche parte degli eventi e personaggi della quinta stagione.
| nº | Titolo originale  | Titolo italiano             | Prima TV USA      | Prima TV Svizzera |
| -- | ----------------- | --------------------------- | ----------------- | ----------------- |
| 1  | Company Man       | Ritorno alla CIA            | 23 giugno 2011    | 22 ottobre 2012   |
| 2  | Bloodlines        | Linee di sangue             | 30 giugno 2011    | 23 ottobre 2012   |
| 3  | Mind Games        | Manipolazione della mente   | 7 luglio 2011     | 24 ottobre 2012   |
| 4  | No Good Deed      | Nessuna buona azione        | 14 luglio 2011    | 25 ottobre 2012   |
| 5  | Square One        | Caccia all'uomo             | 21 luglio 2011    | 26 ottobre 2012   |
| 6  | Enemy of My Enemy | La talpa                    | 28 luglio 2011    | 29 ottobre 2012   |
| 7  | Besieged          | Assedio                     | 4 agosto 2011     | 30 ottobre 2012   |
| 8  | Hard Out          | Brusca interruzione         | 11 agosto 2011    | 31 ottobre 2012   |
| 9  | Eye For an Eye    | Occhio per occhio           | 18 agosto 2011    | 1º novembre 2012  |
| 10 | Army of One       | L'ostaggio                  | 25 agosto 2011    | 2 novembre 2012   |
| 11 | Better Halves     | Dolci metà                  | 1º settembre 2011 | 5 novembre 2012   |
| 12 | Dead to Rights    | Colta in flagrante          | 8 settembre 2011  | 6 novembre 2012   |
| 13 | Damned If You Do  | Virus informatico           | 3 novembre 2011   | 7 novembre 2012   |
| 14 | Breaking Point    | Punto di rottura            | 10 novembre 2011  | 8 novembre 2012   |
| 15 | Necessary Evil    | Male necessario             | 17 novembre 2011  | 9 novembre 2012   |
| 16 | Depth Perception  | Percezioni della profondità | 1º dicembre 2011  | 12 novembre 2012  |
| 17 | Acceptable Loss   | Diamanti insanguinati       | 8 dicembre 2011   | 13 novembre 2012  |
| 18 | Fail Safe         | A prova di errore           | 15 dicembre 2011  | 14 novembre 2012  |

## Ritorno alla CIA
- Titolo originale: Company Man
- Diretto da: Stephen Surjik
- Scritto da: Matt Nix

### Trama
La stagione riprende con Michael in Canada. A quanto pare è tornato a essere un "collaboratore" della CIA, un civile che viene usato come "rinforzo". Il suo capo è Raines e lavora con il collega Max. Dopo avere sgominato tutta l'Organizzazione che l'aveva bruciato, manca solo un uomo e stanno andando a prendere Hector, che sa come trovarlo. Dopo la missione, però, Michael viene rimandato a casa prima dell'interrogatorio.
Tornato a Miami, scopriamo che la relazione con Fiona procede bene, ma la donna si lamenta perché Michael lavora sempre e solo con Max e loro sono stati tagliati fuori. Infatti sono sei mesi che Michael va in missione in collaborazione con la CIA per chiudere il discorso con chi l'ha bruciato. Jesse invece ha mollato la CIA nonostante il reintegro e ora lavora con un'agenzia privata ed è ben pagato. Lui e Sam hanno anche recuperata la Charger per Michael, che è malridotta.
Tornato a Washington, a Michael viene chiesto di far parlare Hector perché devono trovare Kessler, l'ultimo baluardo dell'Organizzazione. Mike lo convince a parlare promettendo di trovare Kessler prima che faccia del male alla sua famiglia. Per andare a prenderlo a Caracas, Michael chiede di poter portare anche Sam e Fiona. Una volta a Caracas, Max spiega a Michael che dovrà impersonare un russo per avvicinare il capo del posto di blocco da dove passa sempre Kessler. Sam e Fiona creano un diversivo e Michael parla con capo Armando Puente per chiedergli di consegnargli Kessler. I due si incontrano per i dettagli, ma Puente ha fatto delle indagini e Michael deve improvvisare con l'aiuto degli altri per mantenere la sua copertura. La missione di recupero però va male e Kessler sta scappando. Mentre Fiona e Sam aiutano gli agenti della CIA rimasti feriti, Mike e Max inseguono Kessler in auto, uccidono alcune delle sue guardie e vedono Kessler mentre si chiude in una camera protetta da porte d'acciaio. Quando finalmente riescono a far esplodere il muro, Michael scopre che Kessler si è sparato.
Anche se l'Organizzazione è ormai distrutta, Michael non é contento perché non ha avuto le risposte che sperava. Con l'aiuto di Madeline, però pensa che potrebbe ricominciare a vivere a Miami come prima e tornare alla "normalità".
- Ascolti USA: telespettatori 5 170 000[3]

## Linee di sangue
- Titolo originale: Bloodlines
- Diretto da: Colin Bucksey
- Scritto da: Alfredo Barrios Jr.

### Trama
Michael e Fiona si stanno godendo dei momenti di libertà facendo gare in moto, ma Mike riceve una chiamata da Langley per una missione. Max gli comunica che dovrà fare dei controlli su Carson Huxley, uno scienziato inglese donnaiolo che potrebbe essere avvicinato da un agente straniero. Intanto Fiona sta ancora cercando casa.
Jesse chiama Michael per chiedergli aiuto per salvare venti ragazze scomparse. Michael non può perché ha la sua prima missione ufficiale con la CIA, così lo aiutano Sam e Fiona. La cliente è Ryoko che ha scoperto che nel suo paese di nascita rapiscono ragazzine asiatiche, inclusa la cugina. Intanto Mike fa "da balia" a Huxley al bancone del bar, tenendolo lontano dalle donne. Sam, Fiona e Jesse trovano Takeda, il responsabile dei rapimenti, che probabilmente è della mafia giapponese. Dopo un inseguimento, lo portano via. Il piano è di fargli credere di avere a che fare con dei trafficanti che vogliono le sue donne. Madeline è costretta a fingersi un'infermiera che Michael dovrà maltrattare per finta. Madeline rimane un po' sconvolta dalla finzione e per un attimo ripensa a suo marito che la picchiava. Visto che Takeda resiste, Michael manda Fiona da Huxley per tenerlo d'occhio, così lei lo porta a fare un giro in macchina ad alta velocità per spaventarlo. Michael chiede delle droghe a Sugar, ma Takeda cerca di convincere "l'infermiera" Madeline ad aiutarlo a scappare. Nonostante la sua ritrosia, Michael accetta il fatto che la madre sia coinvolta. I due continuano la scena e Michael picchia Madeline, che però riesce a far parlare Takeda. Fiona cerca di convincere Huxley a diventare un uomo più serio con la moglie comportandosi da pazza, e riesce nel suo intento di "convertirlo". Sam va all'incontro dei soci giapponesi di Takeda con Jesse e ascoltando la conversazione con Ryoko scoprono che vogliono uccidere le ragazze se Takeda non va all'appuntamento. L'unico modo per farlo andare è fingere una fuga di Madeline con Takeda. I due scappano in macchina e gli altri li inseguono. Madeline fa una chiamata in conference call per farsi sentire e trovare, poi riesce a far dire a Takeda dove sono nascoste le ragazze. Michael e gli altri raggiungono il magazzino e le salvano tutte. Max non è contentissimo che Fiona sia intervenuta, ma per ringraziarlo gli regala un cd di musica jazz. In serata, molto romanticamente Michael chiede a Fiona di andare a vivere con lui.
- Altri interpreti: Grant Show (Max)
- Ascolti USA: telespettatori 4 670 000[4]

## Manipolazione della mente
- Titolo originale: Mind Games
- Diretto da: Scott Peters
- Scritto da: Michael Horowitz

### Trama
Nate è in città con Charlie, suo figlio appena nato. Ha deciso di tornare a Miami perché a Las Vegas non rigava dritto e giocava molto, perdendo parecchi soldi. Mentre lui e Fiona sono in giro per fare shopping, Michael crede che un uomo lo stia seguendo e lo aggredisce, ma in realtà era solo un caso. Mike è di fatto un po' paranoico e fa brutti sogni, dormendo pochissimo. Sam e Fiona, preoccupati, cercano di aiutarlo, ma lui dice di stare bene. Nate ha un'amica in pericolo, Jessica, il cui marito è morto lasciandola piena di debiti con lo strozzino Carter. Visto che non ha soldi, propone a Michael un pagamento in yogurt e lui, ovviamente, accetta volentieri. Mike però vuole tenere Nate fuori dai guai per non coinvolgerlo con uno strozzino. Lui e Sam scoprono che il capo di Carter è Wallace.
Fiona intanto compra un trita-documenti per aiutare Michael a cancellare il passato.
Mike si finge un altro creditore di Jessica che vuole aiutare Carter e Wallace a recuperare la barca del padre di Jessica, l'unica cosa di valore che può usare come pagamento. Allora propone ai due criminali di ottenere dei finti documenti di proprietà della barca. Il piano che lui e Sam preparano è di fare diventare Carter un poliziotto sotto copertura, in modo che Wallace se la prenda con lui. Michael salva il proprietario di una concessionaria di moto da Carter, che minacciava di ucciderlo, poi promette i documenti falsi in breve tempo. Mentre Fiona e Sam nascondono delle false prove a casa di Carter per incastrarlo, Sam simula un incidente d'auto con lui per guadagnare tempo mentre Fiona finisce il lavoro. Poi sfruttano Jesse come finto agente di polizia per far credere a Wallace che Carter è un infiltrato. Quando Wallace va da lui a cercare le prove su suggerimento di Michael, si scopre che Carter è davvero un agente FBI e aveva nascosto tesserino e arma dietro a un quadro.
Mike ora deve cercare di salvarlo e fa in modo che Carter scappi appena aprono il bagagliaio dell'auto dove è stato rinchiuso. Dopo una fuga, Carter viene salvato da Fi e Sam. Michael, invece, va in ufficio da Wallace per cercare i registri dei debitori per incastrarlo e lo convince a seguire i suoi consigli. Così facendo Wallace si rovina con le sue mani e Carter e gli altri agenti dell'FBI lo arrestano.
Mike continua a indagare sul passato, frugando fra i suoi documenti e lasciando Fiona sempre più preoccupata.
- Altri interpreti: Seth Peterson (Nate)
- Ascolti USA: telespettatori 4 880 000[5]

## Nessuna buona azione
- Titolo originale: No Good Deed
- Diretto da: Jeremiah S. Chechik
- Scritto da: Rashad Raisani e Ben Watkins

### Trama
Michael è in missione con Max per scoprire quale ladro vuole sottrarre dei segreti industriali a un uomo. A furto avvenuto, gli mettono un localizzatore addosso per rintracciarlo.
Fiona è contenta che Max non dia peso alle indagini di Michael per trovare incongruenze sull'Organizzazione. Intanto Barry porta il fratello Paul da Fiona perché ha un problema: gli hanno rubato un server criptato con dei dati sui risparmi di parecchi insegnanti.
Intanto, la CIA ha scoperto che il tablet è stato rubato da un'azienda francese e ora Max e Michael devono rubare le informazioni che contiene. Jesse, Sam e Fi si occupano dell'impiegato della banca di Paul che aveva creato un finto curriculum, Griffin. In realtà si tratta di un intermediario pagato da una donna per compiere il furto di alcuni pc da un magazzino. Si tratta di Eve, un'hacker geniale e spietata che Michael decide di ingaggiare usando come copertura l'identità di un perdente, visto che Eve ama sottomettere gli altri con la sua intelligenza. Mike chiede aiuto a Max per il supporto tecnologico che gli servirà per incastrare Eve mentre farà la sua operazione sul server criptato di Paul.
Sam, Fiona e Jesse entrano nel palazzo di Eve e rubano dei suoi documenti distrutti, che Jesse ricostruisce per poi scoprire che lavora per un tale di nome Dean Myers. Michael decide di pagarla parecchio per assistere al lavoro che le ha dato, in modo da poter bloccare anche la decrittazione del server di Paul.
Dopo aver compiuto la missione con Max, Mike si incontra con Eve: la ragazza ha scoperto che i soldi messi sul conto da Barry erano finti e droga Michael per poi interrogarlo. Mike fa finta che stia lavorando proprio per Dean Myers. Eve va dalla gang di Michael per coinvolgerli nel suo piano (in cambio Michael avrà salva la vita), poi si incontrano tutti con Mike, ancora sotto la minaccia di morte della ragazza. Quando Dean Myers si fa vivo da Eve per pagarla, ovviamente non riconosce Michael, che simula bene per convincere Eve. Dopo aver messo i pc rubati nella macchina di Eve, Fiona la fa esplodere per fermarla e salvare Michael. Recuperato il server di Paul, Michael torna in ufficio da Max per parlare della missione e lo trova a terra, freddato da un colpo di pistola. Trovandosi con l'arma del delitto in mano, Michael insegue l'assassino che scappa, poi si rende conto che lo vogliono incastrare per l'omicidio. Allora chiama Fiona, che lo aiuta a scappare dal tetto.
- Altri interpreti: Grant Show (Max)
- Ascolti USA: telespettatori 5 390 000[6]

## Caccia all'uomo
- Titolo originale: Square One
- Diretto da: Marc Roskin
- Scritto da: Ryan Johnson e Peter Lalayanis

### Trama
Distrutta l'arma del delitto di Max, Jesse crea un alibi per tutti i membri della gang. L'agente Pearce è chiamata a indagare sulla morte di Max e sarà anche il nuovo contatto di Michael con la CIA. Intanto Mike deve aiutare Ethan, un tenente delle forze speciali, per fare un favore al suo ex-capitano in Afghanistan. Gli serve aiuto per trovare l'uomo che stava con sua sorella e l'ha malmenata facendola finire in ospedale attaccata a un respiratore. Per stanarlo, Sam e Fiona danno dei soldi alla madre, sperando che lo contatti. Quando si fa vivo, Ethan e Mike lo portano via e scoprono che Brandon in realtà non ha picchiato Heather, anzi è stato pestato anche lui. Il vero colpevole è il suo capo, Brad Ramsey, un truffatore di assicurazioni sanitarie, che l'ha picchiata perché Brandon aveva fatto la cresta ai suoi guadagni per avere soldi per uscire con la ragazza. Per incastrarlo devono farsi credere parte di un'organizzazione di truffatori ancora più in gamba della sua. Ethan fa parte della messinscena al fianco di Sam quando invitano Ramsey a una festa in villa per vedere quanto si arricchiscono con la loro attività. Jesse si finge il mago delle truffe, mentre Michael sarebbe il capo, personaggio molto chic. Per convincere Ramsey a mettersi in affari con loro, Mike gli regala la Porche di Jesse come segno di grandezza.
Michael intanto indaga per conto suo sulle chiamate intorno all'edificio dove è morto Max. Jesse lo aiuta e può scoprire chi ha fatto l'unica chiamata sospetta, probabilmente il killer che aveva comprato un cellulare usa e getta.
Preparata una cimice in un orologio, Ethan lo regala a Ramsey; intanto Fiona e Jesse cercano di scoprire chi ha comprato il cellulare: vanno nel negozio dell'acquisto e recuperano i nastri della sorveglianza, che vengono dati in visione a Madeline per cercare il cliente che ha acquistato il telefono.
Ascoltando le conversazioni di Ramsey e Joel, Ethan scopre che l'uomo vuole uccidere la sorella. Il ragazzo va all'ospedale e si apposta con un fucile per ucciderlo. Fiona allora spara a Ramsey prima di Ethan, in modo che possa scappare in auto. Mike parla con Ethan per convincerlo ad agire non seguendo la sua rabbia, bensì con razionalità, in modo da concludere la storia con Ramsey senza ucciderlo. Ethan allora convince Ramsey a incastrare i suoi stessi uomini, dato che sembra che gli abbiano sparato loro. Bruciata la casa di Ramsey, Ethan finge di convincerlo ad avvelenare la sorella per chiudere la questione in sospeso. All'ospedale, Ethan chiama la polizia per fare arrestare Ramsey, che finisce in prigione con i suoi ex-uomini.
Madeline intanto scopre che il vero assassino è entrato nel negozio fingendosi Michael: non solo gli assomiglia fisicamente, ma ha anche il suo modo di fare, gli stessi vestiti e la sua postura.
- Altri interpreti: Lauren Stamile (Pearce)
- Ascolti USA: telespettatori 5 390 000[7]

## La talpa
- Titolo originale: Enemy of My Enemy
- Diretto da: Jonathan Frakes
- Scritto da: Jason Tracey

### Trama
Mentre il gruppo sta cercando di capire chi sta impersonando Michael nel video, l'agente Pearce contatta Mike per una missione CIA. Michael deve scoprire dove è finito un aereo spia prima che finisca nelle mani di un gruppo di serbi. Il tizio che l'ha rubato, però, l'ha già consegnato.
Quando Pearce racconta a Michael che il suo fidanzato è morto in una missione come infiltrato a causa della burocrazia dell'agenzia, Mike decide di gestire la missione al di fuori della CIA. Pianifica di coinvolgere Carmelo Dante, lo spacciatore, per indirizzare la sua rabbia contro i serbi per un finto furto di un carico di eroina. Più tardi Fiona va a chiedere a Sugar dove trovare la droga di Carmelo.
Intanto, Michael chiede a Pearce un software per l'identificazione facciale in modo da poter trovare il suo sosia. Poi lui, Sam e Fiona vanno a rubare la droga. Quando Carmelo arriva sul luogo del furto, se la prende con Sam che sta fingendo di essere Chuck Finley, autista di un furgone che si trovava lì per caso e che dà la colpa del furto ai serbi. Portato via per un interrogatorio, Sam deve mantenere il suo sangue freddo per non far saltare la sua copertura.
Intanto Jesse fa visita al gruppo dei serbi per dire loro che hanno un nuovo nemico, Carmelo Dante.
Fiona e Madeline, invece, vanno a cercare informazioni all'ufficio della contea per trovare l'uomo che assomiglia a Michael. Dopo un'ottima messinscena, si conquistano la fiducia di un'impiegata che promette di aiutarle.
Sam porta Carmelo dai serbi e lo spacciatore rapisce un uomo per interrogarlo. Ora Sam è ancora più in pericolo.
Michael conosce Bailey e Manaro, gli agenti CIA a cui Sam aveva creato dei problemi in passato che ovviamente non vogliono saperne di aiutare Sam.
All'ufficio della contea, Madeline e Fiona usano il software CIA per trovare il loro uomo, mentre Sam guadagna tempo chiedendo di potere interrogare il serbo personalmente. Così si fa sentire da Michael in radio per suggerirgli di mettere la droga a casa del serbo.
Jesse allestisce la casa del serbo appena in tempo per salvare la copertura di Sam.
Senza supporto della CIA, Mike va da solo al luogo dove i serbi tengono l'aereo spia.
Quando arriva Carmelo, incomincia una sparatoria fra i due gruppi, poi Michael si mostra a Carmelo e svela anche la falsa identità di Sam, convincendo lo spacciatore a collaborare per salvarsi dalla polizia. Michael e Sam vanno a cercare il sosia, Jacob Starky, e lo vedono mentre compra una Glock.
- Altri interpreti: Lauren Stamile (Pearce)
- Ascolti USA: telespettatori 5 000 000[8]

## Assedio
- Titolo originale: Besieged
- Diretto da: Stephen Surjik
- Scritto da: Craig S. O'Neill

### Trama
Sam invita Fiona a far scappare Jacob Starky da un gruppo di sicari che vogliono ucciderlo, mandati da chi ha usato lui per incastrare Michael. Jacob non sa niente del capo, ma Fiona deve tornare a casa sua a recuperare il suo cellulare.
Sam, intanto, ha bisogno di Michael per aiutare Denise, l'amica della sua compagna, il cui marito è sparito con il figlio. Michael va a trovare l'uomo senza mentirgli perché vuole solo sapere dove è il bambino, sfruttando anche il fatto che suo fratello era un soldato come lui. Quando Sam si fa scoprire a frugare in un capanno fuori dalla casa, però, John scappa con il figlio Tommy.
Sam scopre che John è coinvolto in un'operazione paramilitare anarchica in un campo di addestramento gestito da Zechariah, estremista invasato. Tommy ha un'asma grave e deve avere la medicina per il suo inalatore, ormai agli sgoccioli. Così Mike decide sfruttare la cosa per vedersi con John. Arrivati al campo, lui e Sam capiscono che devono distruggere la cisterna di gasolio che dà tutta l'energia al campo.
Intanto Jesse va a casa di Jacob per il cellulare, evitando gli uomini del suo capo misterioso. Fiona deve poi fare in modo che Jacob chiami il suo capo, che gli manda un sms e promette di "aiutarlo" per salvarsi dalla gang che lo cerca.
Mentre Michael parla con John per dargli la medicina di Tommy, Sam entra nel campo a manomettere la cisterna con l'azoto liquido.
Fiona si attacca sotto il camion di benzina che dovrebbe andare al campo dopo il guasto, ma viene scoperta ancora prima che il mezzo entri. Salvandosi si fa scoprire, e inizia una sparatoria fra gli uomini di Zechariah e Mike. È allora che capiscono di essere stati intercettati tutto il tempo, così Michael decide di dare a Zechariah false comunicazioni che lui intercetti erroneamente. Così facendo, attira fuori dal campo lui e i suoi uomini per tendere loro una trappola. In realtà lui e gli altri entrano nel campo dove sono rimasti solo Tommy e John, pestato da Zechariah perché voleva rimanere con il figlio. Michael parla al padre per convincerlo ad andare via, così John gli permette di portare via il bambino, lui rimarrà a coprire la loro fuga. Più tardi scopriamo che John si è salvato, mentre Denise decide di andare via con Tommy.
Jacob riceve un messaggio per organizzare un incontro su una barca e Michael ci va al posto suo. Il capo lo invia via messaggio andare alle Bahamas con la barca, ma Michael scopre che c'è anche una bomba a bordo. Decide di far comunque esplodere la barca lasciandola andare in mare aperto, però ha recuperato alcuni componenti della bomba per scoprire chi l'ha fabbricata.
- Ascolti USA: telespettatori 5 210 000[9]

## Brusca interruzione
- Titolo originale: Hard Out
- Diretto da: Craig Siebels
- Scritto da: Rashad Raisani

### Trama
Fiona incontra un suo vecchio contatto, Armand, per scoprire chi ha costruito la bomba di Michael. Lui in cambio le chiede il favore di rubare un camion di munizioni.
Intanto Michael è in missione con l'agente Pearce devono trovare Cahill, un trafficante di informazioni, e scoprire con chi si deve incontrare, e per la missione chiede aiuto anche a Jesse. I tre vanno nei Caraibi per seguire Cahill, il quale sta consegnando dei documenti a un mercenario.
A Miami, Sam entra nell'azienda dove lui e Fiona dovranno rubare il camion e fa in modo di scoprire come lavora sicurezza.
Dopo aver catturato Cahill, Mike, Jesse e Pearce non riescono a lasciare l'isola perché i mercenari sono troppi e bloccano l'accesso alla loro barca. Stanno progettando un attacco in Sudamerica e Mike decide di fermarli per recuperare le informazioni rubate. Distruggono il trasmettitore per le comunicazioni dell'isola e poi si fingono membri della sicurezza, inviati lì dai mandanti della missione dei mercenari.
Sam chiede aiuto a Madeline per nascondere una bomba fumogena nella ditta. Fiona intanto confessa loro che Armand l'aveva aiutata scappare dall'Irlanda in cambio del suo aiuto in un rapimento.
Mike affronta il boss dei mercenari, Vanderwaal, e gli racconta la sua storia per mantenere la sua copertura in modo strategico.
Sam e Fiona, ovviamente, riescono a rubare il camion.
Nei Caraibi, intanto, si scopre che Jackson, il comandante di Vanderwaal, ha mandato una vera squadra a proteggere i dossier, ma li ha fatti portare via.
Vanderwaal sta per scoprire che la copertura di Mike era falsa, così per salvarsi i tre danno la colpa a Jackson.
Vanderwaal crede alla loro storia e porta Michael da Jackson; Michael continua a tenere viva la sua storia finché Vanderwaal non uccide Jackson e ne prende l'autorità.
Poi il mercenario chiede un elicottero per andare dal gruppo che li ha ingaggiati insieme a Michael, Jesse e Pearce, i quali organizzano volentieri il viaggio per poi rivelare, finalmente, di essere della CIA.
Armand dá a Fiona le informazioni su chi ha fabbricato la bomba sulla barca, ma la fa anche riflettere sul suo rapporto con Michael.
A cena con Madeline e un suo nuovo partner, fra i due si è insinuato il seme del dubbio sulla loro relazione.
- Altri interpreti: Lauren Stamile (Pearce)
- Ascolti USA: telespettatori 4 750 000[10]

## Occhio per occhio
- Titolo originale: Eye For an Eye
- Diretto da: Jeremiah S. Chechik
- Scritto da: Michael Horowitz

### Trama
Michael e Sam vanno a cercare il fabbricante di bombe e Fiona sembra essere ancora un po' contrariata dall'atteggiamento di Michael. L'uomo che ha creato l'ordigno è un rumeno di nome Lucien, un ex-criminale di guerra che sa bene come affrontare l'interrogatorio di Sam e Mike.
Fiona, intanto, sta aiutando una cliente di Jesse convinta che qualcuno sia entrato in casa sua. Durante la nottata, in casa di James e Sadie, Fiona e Jesse scoprono un ladro che si rivela essere l'ex-socio di James, Dan Tesmond, da lui incastrato e incarcerato per anni. Vuole recuperare le informazioni sul farmaco da lui creato e rubato da James per creare un generico in modo da aiutare la gente più bisognosa. Jesse fa in modo di far parte della sicurezza alla HLX, la ditta farmaceutica di James.
Dopo vari tentativi, Michael e Sam scoprono un punto debole di Lucien: un articolo di giornale scritto dalla figlia. Lo minacciano di farla rimpatriare se non collaborerà. Allora Lucien dà loro il nome di chi gli ha commissionato la bomba e li manda a Orlando per trovare il suo contatto.
Mike, intanto, aiuta Jesse e Fiona a spaventare James, fingendosi il figlio di una donna morta a causa del suo farmaco. Visto il pericolo James dà carta bianca a Jesse in merito alla sua sicurezza.
Dan chiede a Fiona di proteggere Sadie e lei capisce che Dan ne è ancora innamorato, nonostante James l'abbia sposata dopo la sua scomparsa.
Sam cerca di ottenere informazioni sul contatto di Lucien mentre Mike entra alla HLX di nascosto; purtroppo viene scopert prima che possa aprire la cassaforte con le informazioni sul farmaco. James e il suo responsabile della sicurezza interna decidono di nascondere le ricerche nel caveau di una banca. Così la gang organizza il furto durante il trasporto in auto. Jesse fa in modo di convincere James a salire in auto con lui per seguire un percorso alternativo più sicuro, ma così facendo lo porta da Dan, costringendolo a svelare la sua disonestà anche agli occhi di Sadie.
Il riavvicinamento dei due ex-innamorati mette in luce anche la forza del rapporto di Michael e Fiona, fondato sulla possibilità di avere una seconda occasione.
Mandando Sam a Orlando, Lucien in realtà ha inoltrato una richiesta di soccorso al suo contatto. Tuttavia, viene mandato un commando per ucciderlo.
Prima di morire rivela a Michael dove potrà trovare il suo mandante, poi Sam e Mike scappano dall'edificio sotto assedio creando un'esplosione come diversivo.
- Guest star: Patrick Bauchau (Lucien)
- Ascolti USA: telespettatori 5 320 000[11]

## L'ostaggio
- Titolo originale: Army of One
- Diretto da: Tawnia McKiernan
- Scritto da: Alfredo Barrios Jr.

### Trama
Mike va al magazzino indicato da Lucien con Sam; i due si fanno scoprire e scatta un meccanismo di difesa che scatena un incendio. L'uomo che ha incastrato Michael, il vero killer di Max, scappa davanti ai suoi occhi.
Sam e Fiona pensano al computer recuperato nel magazzino mentre Michael incontra Pearce, la quale ha scoperto della morte di Lucien e chiede a Michael il dossier sulle sue indagini.
Michael decide di aiutare Jesse con le indagini su un'azienda presa d'assalto dallo spionaggio industriale: si deve infiltrare come esperto della sicurezza e avrà anche l'appoggio di Madeline, che farà delle foto.
Holcomb è il capo delle spie industriali; ben presto Mike capisce che la situazione è diversa da quanto pensava Jesse. Holcomb prende in ostaggio tutte le persone presenti all'aeroporto, inclusa Madeline. La strategia di Michael è far finta che vi sia un uomo che nascosto che non è stato preso in ostaggio, Jack Marsden, un dipendente pronto a rovinare i loro piani.
Michael crea dei diversivi con delle esplosioni artigianali, cercando di avvalorare la tesi del folle nascosto. Poi chiama Jesse per avvisarlo e chiedere la sua collaborazione per salvare gli ostaggi.
Intanto, Fiona e Sam rapiscono l'uomo che può aiutarli a decifrare il computer distrutto.
Sam intuisce anche che fra Fiona e Mike c'è un po' di attrito.
Michael chiama Jesse e gli suggerisce di dirottare l'aereo che sta aspettando Holcomb du un altro aeroporto. Mentre la caccia all'uomo continua, Mike trova il modo di rimanere solo con un uomo di Holcomb e gli ostaggi; con l'aiuto di Madeline ha la meglio sul criminale. Gli ostaggi vanno verso la fuga, ma sono bloccati da Holcomb, così Mike li manda in un magazzino a nascondersi. Dopo essersi procurato una ferita, Michael simula un ulteriore attacco di Marsden che spiega la scomparsa degli ostaggi, ma Holcomb inizia a dubitare di Michael. Per mantenere la copertura, Mike promette di uccidere gli ostaggi, però riesce a farsi dire dove sarà il ritrovo sicuro dopo la missione.
Mike e Madeline riescono ad avere la meglio sul braccio destro di Holcomb, poi Michael finge di essere stato ferito mortalmente: per uccidere gli ostaggi farà esplodere una granata e si sacrificherà, consentendo a Holcomb di scappare.
Dopo l'esplosione, manda la polizia ad arrestare Holcomb, facendosi vedere da lui vivo e vegeto.
Fiona porta a Michael le informazioni decifrate dal computer e lui consegna i suoi faldoni dell'indagine a Pearce, consapevole che potrebbe scoprire la verità su di lui.
- Altri interpreti: Lauren Stamile (Pearce), Michael T. Weiss (Holcomb)
- Ascolti USA: telespettatori 4 580 000[12]

## Dolci metà
- Titolo originale: Better Halves
- Diretto da: Michael Smith
- Scritto da: Lisa Joy

### Trama
Sam e Jesse incontrano Stigler, un contatto di Tavian (il killer di Max). L'uomo spiega a Sam e Jesse come trovare Tavian.
Mike, intanto, viene mandato dalla CIA in Venezuela per prelevare un fabbricante di armi biologiche in vacanza con la moglie. Vista la situazione, la CIA accetta di mandarlo con Fiona. Sarà un'occasione per stare un po' insieme per lei e Mike.
Mike e Fiona devono scoprire chi sia la coppia che stanno cercando, così si mischiano ai clienti dell'albergo. Ballando durante la cena, studiano le altre coppie. Michael sta piazzando una cimice nella stanza dei loro sospettati quando Fiona si rende conto che sono sotto il controllo di due guardie del corpo russe.
Ascoltando la cimice, Michael capisce che Fiona può diventare amica di Nikki per avvicinarsi alla coppia. I due, poi, invitano i coniugi Skylar a cena per convincerli a fare una gita in elicottero.
Jesse e Sam, intanto, preparano una trappola per Tavian.
A cena, Mike e Fiona cambiano tattica e fingono di essere mediatori interessati a comprare le armi biologiche al posto dei russi. Gli skylar accettano la proposta e, insieme, le due coppie iniziano a organizzare un piano per la fuga dai russi.
Jesse scopre il cadavere di Stigler mentre Tavian trova Sam e lo rapisce, per poi chiedergli di organizzare un incontro con Michael per il giorno successivo.
Michael stende il "gorilla" russo nella sauna mentre Fiona scappa con Nikki dalla donna che la scorta. Le due sono in difficoltà e scappano in moto ritrovandosi sole in un capanno sperduto, senza cellulare. Michael le trova, intuendo il luogo in cui Fiona avrebbe voluto assediare dei nemici. I due sfruttano la loro affinità in combattimento per uscire dalla brutta situazione in cui si erano trovati e scappare con gli Skylar.
Jesse e Sam riescono a guadagnare tempo con Tavian per permettere a Mike di rientrare dalla missione; Mike torna a casa con Fiona, il loro rapporto è più saldo dopo questa missione insieme. Pearce sta aspettando Michael al loft: ha scoperto come Michael abbia coperto le tracce del killer di Max, ma è convinta che sia stato lui ad ucciderlo e vuole arrestarlo.
- Ascolti USA: telespettatori 4 070 000[13]

## Colta in flagrante
- Titolo originale: Dead to Rights
- Diretto da: Matt Nix
- Scritto da: Jason Tracey

### Trama
Jesse e Sam inseguono l'agente Pearce che sta portando via Michael e cercano di convincerla a rilasciarlo; Mike la implora di fidarsi e di permettergli di andare all'incontro programmato con Tavian. Fiona, temendo che Tavian possa uccidere Mike, lo saluta con l'ennesimo bacio d'addio.
Quando scopre che la CIA e l'FBI stanno monitorando l'incontro, Tavian, piuttosto che consegnarsi all'agenzia, si suicida buttandosi dal palazzo.
Pearce lascia andare Michael, ma è delusa per la poca fiducia dimostratale dalla ex-spia. Madeline implora il figlio di pensare anche agli altri e non solo a se stesso, perché ora anche i suoi amici vengono messi in pericolo dal suo modo di agire.
Tornato a casa, Michael trova una sorpresa: Larry lo sta aspettando. Ha preso come ostaggio Anson Fullerton, psichiatra che può recuperare dei codici di accesso per entrare nel computer e nel caveau del consolato inglese di Miami. Per obbligarlo a collaborare, Larry ha rapito anche sua moglie e minaccia di farla saltare in aria. Appena ha l'occasione, Michael aiuta Anson a scappare da Larry per raggiungere Sam e chiedere aiuto, intanto lui entrerà con Larry al consolato inglese.
Per agire indisturbati, Larry finge con le due guardie che ci sia una perdita di una sostanza tossica. Quando Sam e Fiona arrivano a casa di Anson, scoprono che la moglie è già morta in un'esplosione. I due cercano quindi di entrare al consolato, ma Larry li scopre grazie alle telecamere di sicurezza.
Lo psicopatico chiama Fiona con il cellulare di Michael e le ordina di non fare niente perché altrimenti lo ucciderà. Larry se la prende con Mike e finalmente gli dice quale è la loro missione: mettere un rapporto in una valigetta diplomatica nel caveau. L'uomo coglie l'occasione per ricordargli che ha meritato di essere bruciato perché in Cecenia l'aveva aiutato a occultare delle prove dopo le sue malefatte.
Mike riesce a chiamare Fiona senza farsi scoprire e le spiega cosa deve fare nel caveau. Lei allora decide di mettere dell'esplosivo in modo da colpire solo Larry mentre Michael sarà al sicuro nel caveau. Fiona attira Larry alla finestra con dei colpi sparati da lontano con un fucile di precisione, poi fa esplodere la carica di T4 sotto la finestra, uccidendolo. Poco dopo, però, si innesca una seconda esplosione nell'atrio che causa la morte delle due guardie del consolato.
Fiona è convinta che Larry avesse messo delle altre bombe e si sente in colpa perché è convinta che la sua esplosione abbia innescato anche quella nell'atrio. Mentre si sfoga con Michael, Anson si presenta a casa loro felice di aver registrato la conversazione fra i due con una cimice: ora ha in mano una confessione di Fiona che sembrerà vera a chiunque l'ascolti.
La donna morta non era la moglie di Anson, il quale aveva in realtà usato Larry per ottenere una leva per ricattare Fiona. Anson spiega di essere l'ultimo rimasto dell'Organizzazione che aveva bruciato Michael, l'uomo fuggito a Caracas e che aveva poi usato Tavian per incastrare Mike. Ora dovrà lavorare per lui se non vuole che Fiona finisca in galera.
Pearce e Michael sembrano riappacificarsi, ma lui non può dirle la verità su Anson nonostante lei sia ancora il suo contatto con la CIA.
Durante un altro incontro con Mike e Fiona, Anson racconta la sua storia: era uno psichiatra e anni prima aveva deciso di usare spie bruciate per operazioni non autorizzate. Poi, dopo l'arruolamento di Mike, aveva riconosciuto il suo potenziale e si era finto l'analista di Madeline per conoscerlo meglio e aveva persino parlato con suo padre prima che morisse. Ora sembra tenerlo in pugno.
- Altri interpreti: Tim Matheson (Larry), Jere Burns (Anson Fullerton)
- Ascolti USA: telespettatori 4 390 000[14]

## Virus informatico
- Titolo originale: Damned If You Do
- Diretto da: Stephen Surjik
- Scritto da: Matt Nix

### Trama
Dopo aver rifatto l'esame con la CIA per essere rivalutato, Anson manda Michael in Portorico a cercare Oswald Patterson, un hacker che ha creato un software per cancellare dati personali delle persone dai database governativi. Fiona decide di andare con Michael e aiutarlo; Sam, Jesse e Madeline rimarranno per scoprire cosa sa la polizia dell'esplosione al consolato inglese.
Mike e Fiona rapiscono Oswald e lo portano a Miami per interrogarlo, ma ben presto diventa un "cliente". Oswald era sotto protezione dell'FBI perché aveva creato il malware per un trafficante di nome Xavier, ma prima di consegnarglielo gli era stato confiscato.
Oswald spiega che le chiavi di accesso al programma sono nascoste a casa del suo socio.
Madeline viene addestrata in fretta e furia per copiare delle informazioni dalla RAM un computer, in modo che possa recuperare i dati sull'indagine al consolato mentre Jesse crea un diversivo.
Il socio di Oswald è Sherry, la sua ragazza, che però ha spostato la tv contenente le chiavi di accesso in un deposito. Sherry ha chiamato Xavier non appena Oswald l'ha contattata perché lui l'aveva minacciata di ucciderla se non l'avesse fatto. Mike si inventa uno stratagemma per fuggire dalla casa di Sherry: finge di voler uccidere Oswald. Fiona manda Sherry al sicuro fuori dal paese mentre Mike e Oswald recuperano le chiavi di accesso dalla tv nel deposito e riescono a fuggire ancora agli uomini di Xavier.
Intanto, Anson si presenta al bar da Jesse e Sam e conferma ciò che loro già sapevano: la polizia non sa niente di Fiona, ma le prove schiaccianti sono nelle sue mani.
Oswald confessa a Michael che non può entrare nell'edificio che nasconde il malware, altrimenti verrebbe inondato di mini-traccianti dell'FBI. Allora Mike ha l'idea di fare entrare Xavier a rubarlo, in modo che sia lui a essere rintracciato durante la fuga. Il gruppo organizza un piano di azione e dopo che Xavier ha rubato il malware dall'edificio, Michael lo blocca con Fiona e ne fa una copia poco prima che il trafficante venga arrestato dalla polizia. Oswald implora Fiona di non usare il malware, ma lei gli spiega che Mike non ha scelta.
Anche Madeline è poco convinta della situazione in cui si trova Mike, ma continua a essere fiera di suo figlio.
L'esame di valutazione alla CIA è andato bene e Michael ricomincerà a lavorare, ma non può dire la verità su Anson a Pearce nonostante lei gli chieda fiducia reciproca. Anson ottiene il virus da Mike, ma il suo lavoro non è finito: dovrà essere lui stesso a usarlo per cancellare i dati di Anson dal database della CIA, e con il suo nullaosta da poco recuperato lo potrà fare senza problemi.
- Altri interpreti: Ptolemy Slocum (Oswald Patterson)
- Ascolti USA: telespettatori 2 860 000[15]

## Punto di rottura
- Titolo originale: Breaking Point
- Diretto da: Renny Harlin
- Scritto da: Rashad Raisani e Ben Watkins

### Trama
Con una mossa pericolosa e avventata, Fiona mette un localizzatore sull'auto di Anson.
Madeline sconvolge Michael con la notizia della morte di André, suo migliore amico d'infanzia. Quando lui e Maddie consolano il fratello Ricky dopo il funerale, lui spiega che dopo il carcere aveva cambiato vita. Ricky ha trovato un cellulare nell'auto di André con delle chiamate sconosciute e lo dà a Mike per indagare.
Intanto, Fiona e Sam seguono Anson per scoprire dove va e trovano l'hotel in cui alloggia.
Jesse e Mike visitano il luogo da cui partivano le chiamate per André e ci trovano un'ex-detenuta amica di André, Dollie. Confessa che l'assassino dell'amico è Dion Carver, gangster. André lo stava cercando perché aveva portato paura nelle strade del quartiere dopo aver rapinato e ucciso un boss.
Per stanare Carver e incastrarlo, Ricky presenta Jesse a Dion come un trafficante di armi che vuole vendere una partita da un milione di dollari (la somma rubata al boss).
Sam, intanto, organizza uno stratagemma ingegnoso per reclutare studenti universitari per la sorveglianza del condominio di Anson, in modo da scoprire quale di preciso sia il suo appartamento.
Nonostante la ritrosia di Jesse, Mike deve entrare nell'affare Carver come fornitore di armi di Jesse. Sfruttando il magazzino di armi di un altro trafficante (prontamente bloccato da Fiona), Mike convince Carver a comprare le armi. Carver, però, informa Michael e Jesse che si sta occupando degli ostacoli prima di accettare. Intuendo che sta parlando di Dollie, Ricky e Fiona vanno a cercarla, ma la trovano agonizzante e muore fra le braccia dell'amico.
Fiona manda Ricky via da Miami, ma prima di andarsene piazza una bomba per vendicarsi di Carver. Non vorrebbe dire dove si trova, ma Michael lo convince.
Fiona e Ricky modificano la bomba per renderla meno efficace, mentre Dion parla con i boss riuniti. Poi Michael escogita un piano per far sembrare che la bomba che scoppia nel luogo dell'incontro fra i boss sia stata messa da Carver. Jesse convince i gangster che Carver voleva ucciderli, e loro si mettono sulle sue tracce. Ricky convince Carver a confessare l'omicidio di André in cambio della sua vita.
Michael chiede un incontro con Anson mentre Fiona e Sam entrano nel suo appartamento. I due trovano solo un'antenna che sfrutta i segnali di potenti radio governative.
Non avendo altre strategie Michael deve per forza obbedire a Anson e cancellare i suoi dati dai computer della CIA.
- Ascolti USA: telespettatori 2 660 000[16]

## Male necessario
- Titolo originale: Necessary Evil
- Diretto da: Alfredo Barrios Jr.
- Scritto da: Craig S. O'Neill

### Trama
Michael vuole usare un'agenzia di sicurezza per mettere un dispositivo e intercettare le conversazioni di Anson. Dopo essersi finti dei lavavetri. lui e Fiona effettuano una ricerca di dati e scoprono che Anson ha fatto una chiamata a una villetta. Giunti sul posto, vi trovano Bennie, il nuovo fidanzato di Madeline.
Mike vede Pearce, la quale gli dà un incarico che coinvolge Sam e Jesse: dovranno entrare in una compagnia chimica liberiana per scoprire se un ingegnere balistico è passato ai cattivi, un tale di nome Resnik.
Sam e Jesse si infiltrano nel gruppo criminale fingendosi venditori di chip per missili, e Jesse, dopo aver parlato con Resnik, scopre che è un ostaggio di Joseph Kamba e che hanno rapito sua figlia. Jesse e Sam convincono Kamba a farli tornare nuovamente fingendo che i chip portati non vadano bene per il tipo di missile su cui sta lavorando Resnik.
In cambio Kamba tiene Jesse in ostaggio.
Mike e Sam organizzano il salvataggio mentre la CIA cerca la ragazza rapita. Mike parla con Madeline di Bennie, ma lei non sembra credere che l'uomo le stia mentendo, e vuole scoprire la verità a modo suo.
Intanto la CIA scopre la casa sicura in cui è nascosta la figlia di Resnik, Sophie.
Sam porta i nuovi chip a Kamba, poi lui e Jesse trovano un'altra scusa per convincere Kamba a farli rimanere ad aiutare Resnik nell'assemblaggio del missile.
Mike seppellisce dei fucili vicino alla recinzione elettrificata della ditta in cui si trovano Sam e Jesse, poi i due fingono che ci sia un sovraccarico di corrente e che si debba spostare la recinzione per far funzionare il missile.
Madeline ispeziona la casa di Bennie e trova un cassetto con un doppio fondo che cela delle foto scattate a Michael. Allora mette una cimice nel suo telefono.
Kamba fa portare Sophie da Resnik come incentivo; Sam non riesce a recuperare i fucili nascosti, così chiama ancora Mike, il quale gli consiglia di fingere che ci sia un traditore fra gli uomini di Kamba.
Mike e Fiona corroborano questa teoria facendo esplodere una cisterna.
Jesse, Sam e Resnik armano il missile per esplodere, poi escono all'aperto con Kamba, pronti a fuggire mentre lui si vendica dei suoi uomini.
In un attimo di disattenzione, Sam e Jesse recuperano i fucili e, finalmente, rendono Kamba inoffensivo.
A fine episodio, Bennie chiama Anson mentre Mike e Madeline ascoltano la conversazione.
Bennie sembra pentito di ciò che ha fatto. Un attimo dopo che Anson dice a Bennie di avergli mandato un pacco, Mike e Madeline assistono all'esplosione della sua casa.
- Altri interpreti: Lauren Stamile (Pearce)
- Ascolti USA: telespettatori 2 360 000[17]

## Percezioni della profondità
- Titolo originale: Depth Perception
- Diretto da: Craig Siebels
- Scritto da: Peter Lalayanis e Ryan Johnson

### Trama
Mike rivela a Madeline che Anson, sostituendosi al suo psicanalista per avere informazioni su di lui, l'aveva raggirata. La donna si arrabbia molto perché il figlio gliel'ha tenuto nascosto a lungo dopo averlo scoperto.
Anson chiede a Mike di mandare i suoi amici alle isole Caiman per spostare i suoi soldi su un altro conto. Fiona e Jesse, quindi, fanno visita al banchiere che se ne occupa e lo minacciano per fargli spostare i 200 milioni dollari di Anson.
Sam, intanto, cerca il vecchio "amico" dell'FBI, l'agente Harris, per ottenere un incontro con il vice-direttore dell'agenzia. Nel frattempo si incontra con Beatriz, una sua amica giornalista che ha scritto degli articoli parlando degli interessi petroliferi della Russia in Colombia; ora qualcuno la sta cercando per ucciderla.
Dopo essersi salvati dall'attacco di un cecchino, Sam e Beatriz si rivolgono a Mike. Sam ha avuto l'idea folle di chiedere aiuto ad Anson per creare un profilo del killer, visto che è uno psichiatra specializzato in questo ramo. Mike convince Anson ad aiutarlo, ma lui in cambio vuole seguirlo mentre lavorerà durante la missione.
Anson trova la spia russa che vuole uccidere Beatriz, Oscar Markov. Mike fa visita ai servizi segreti russi nells loro base di Miami e si propone di aiutarli a fermare Markov, ma non sembrano intenzionati a collaborare.
Anson fa domande a Mike per capire come elabora le sue strategie sotto pressione. Lui decide di stanare Oscar facendo lasciare delle tracce a Beatriz.
Intanto, Jesse e Fiona convincono il banchiere a rubare i soldi anche se è pericoloso, promettendo di aiutarlo a fingersi morto e sparire.
Ivan Vaskov, il contatto all'FSB, chiama Michael e lo avvisa che i suoi agenti spareranno a vista se vedranno Oscar. Mike e Anson inseguono il killer mentre sta cercando Beatriz, ma in realtà al volante dell'auto c'è un civile obbligato da Oscar a fare da esca per loro. Oscar, intanto, si apposta fuori dalla roulotte dove si nascondono Beatriz e Sam, iniziando a sparare, ferendo la donna. Mike vorrebbe raggiungerli, ma Anson lo porta a ragionare su Oscar e su se stesso, facendogli capire che il killer in realtà vuole tornare a casa. L'unico modo per convincerlo ad abbandonare la missione, quindi, è far intervenire Ivan. Vaskov chiama Oscar e annulla l'ordine di uccidere Beatriz, convincendolo a lasciar perdere.
Anson spiega a Michael che conosceva bene anche suo padre: lo faceva parlare di suo figlio, soprattutto quando era ubriaco. Dopo un po' si era insospettito del suo interesse per Michael e Anson l'ha fatto uccidere, causandogli un infarto.
Sam non riesce a incontrare il vice-direttore dell'FBI perché Anson l'ha fatto passare per uno che ha "legami" con i servizi segreti russi. Senza aiuto dell'FBI, Fiona vorrebbe scappare per togliere a Michael il peso di questa faccenda, ma Mike le dice che non la vuole perdere di nuovo.
- Ascolti USA: telespettatori 3 120 000[18]

## Diamanti insanguinati
- Titolo originale: Acceptable Loss
- Diretto da: Jonathan Frakes
- Scritto da: Ben Watkins

### Trama
Mike e Madeline sono alla tomba di Frank e lei ora capisce i lati oscuri legati alla morte del marito. Madeline decide di andare a trovare Nate per staccare e invita Michael a chiudere con Anson.
Mike e Fiona vanno in uno studio legale di Washington per seguire le tracce dei soldi spesi da Anson; dopo aver rubato un badge entrano negli uffici per cercare informazioni e trovano un dossier su Vaughn: Anson lo sta cercando.
Ian, un vecchio amico di Jesse, lo contatta perché ha sentito che la gang di Mike si occupa di "punire i cattivi". Ian sa che un diplomatico indiano contrabbanda diamanti e ha una serie di traffici che causano la morte di tanti innocenti. Ian vuole incastrarlo prima di andare in pensione per riscattare una vita al suo servizio. Dopo aver ascoltato un incontro fra il criminale e un papabile cliente, Sam decide di sostituirsi a quest'ultimo.
Intanto Mike chiede a Pearce di far trasferire Vaughn per parlare con lui. Quando va a trovarlo, gli propone un patto per leggere insieme il dossier dello studio legale.
Jesse si finge un nuovo acquirente di Yash Ahluwalia, con l'intento di sparire una volta acquisite le prove per incastrarlo.
Ian convince Ahluwalia a trattare con Jesse, ma il trafficante prima di accettare vuole vedere il laboratorio in cui Jesse dovrebbe lavorare i diamanti grezzi. Dopo una rapida chiamata a Sam, l'uomo ottiene un finto laboratorio in tempi da record, sfruttando il retrobottega di una gioielleria di sua conoscenza.
Michael torna da Vaughn, il quale vuole l'immunità in cambio di informazioni.
Quando Fiona scopre di non poter procurare una via di fuga a Jesse come avevano ipotizzato, il progetto di incastrare Ahluwalia va in fumo.
Ian, allora, svela a Jesse di avere un cancro e decide di sacrificarsi in modo che loro possano farlo incastrare per omicidio invece che per il traffico di diamanti.
Michael non approva ciò che Ian sta facendo, ma lui lo fa riflettere sulla vita che ha vissuto e su come sia troppo facile fare alleanze con i cattivi per vivere meglio.
Dopo che Jesse convince Ahluwalia che Ian è un traditore l'uomo finge di uccidere Jesse e poi si fa inseguire dal criminale, che lo uccide in casa sua.
Nel frattempo, il resto della gang ha contattato la polizia che accorre e arresta Ahluwalia. Mike è visibilmente commosso dalla scena.
Quando torna da Pearce, Michael le chiede di avere fiducia in lui, anche se non le dice la verità. Vaugh non avrà l'immunità, ma Michael ha ottenuto di farlo trasferire da Guantanamo. Per obbligarlo a confessare ciò che sa, Michael minaccia di far trasferire anche alcuni dei vecchi "amici" che Vaughn ha venduto una volta arrestato, fra i quali Simon. A questo punto, Vaughn decide di rivelare ciò che sa e finalmente svela a Michael che Anson non si sta ritirando, ma sta ricostruendo l'Organizzazione!
- Altri interpreti: Lauren Stamile (Pearce), Gregg Henry (Ian)
- Ascolti USA: telespettatori 2 790 000[19]

## A prova di errore
- Titolo originale: Fail Safe
- Diretto da: Renny Harlin
- Scritto da: Matt Nix

### Trama
Michael si incontra con Anson e Fiona si piazza con un fucile di precisione pronta ad ucciderlo, ma all'ultimo secondo Mike lo salva da un colpo mortale.
Anson gli vuole fare capire che nonostante lui gli abbia rovinato la vita, oggi Michael è tornato a Miami e finalmente ha di nuovo la sua famiglia e Fiona.
Sam intanto scopre un magazzino a Tampa dove forse si trova il T4 che potrebbe incastrare Fiona; Mike, nel frattempo, vede Pearce la quale gli affida la prima operazione ufficiale della CIA da dirigere con tre nuovi agenti sotto il suo comando.
Dovranno sequestrare Reed Perkins, un reclutatore di spie.
La missione, però, va male per un imprevisto e Michael decide di portare avanti l'operazione fornendo a Reed una spia che valga la pena di portare via dagli Stati Uniti.
Per questo incarico, Mike chiama Jesse, il quale si presenta alla fiera presso la quale Reed fa "campagna acquisti" e attira la sua attenzione. Gli si presenta proprio come Jesse Porter, spia licenziata, e Reed gli offre un lavoro.
Sam e Fiona, intanto, entrano nel magazzino di Tampa e ci trovano Jake, un guardiano ingaggiato da Anson. All'interno trovano tutto l'esplosivo usato per incastrare Fiona, ma appena portano il materiale fuori dall'edificio, scattano dei sensori e un'esplosione distrugge tutto il magazzino. Anson chiede a Michael di bruciare gli agenti CIA con cui sta lavorando e Pearce per farli diventare la sua nuova squadra, minacciandolo nuovamente di mandare Fiona in prigione.
Intanto, Jesse e Mike portano avanti la missione con Reed, che sarà arrestato prima di partire con il suo aereo. Mike si rende conto che essere di nuovo nella CIA non è come ricordava.
Nel frattempo, Sam e Fiona cercano in ogni modo di trovare informazioni su Anson, ma la donna è stufa e scappa da sola. Sam avverte Michael, il quale lascia il controllo operativo della missione CIA per andare al loft e fermarla.
I due parlano a cuore aperto e lui ammette che non c'è limite al male quando si tratta di lei, perché non vuole perderla di nuovo. Quando Fiona decide di andare a costituirsi, Michael la blocca ammanettandola nell'appartamento.
Mike usa la scheda SD datagli da Anson per inserire i dati che incastreranno la squadra nel computer di Pearce, ma proprio in quel momento gli vengono dei dubbi sulla sua sottoposta, Rebecca: informandosi sulle armi che è solita utilizzare, intuisce che lavora per Anson. La donna ha messo delle cariche di esplosivo sull'aereo di Reed; Mike la convince ad andarsene, ma deve cambiare piano di azione. Mentre i suoi altri agenti sparano alle guardie di Reed con fuoco di copertura, Michael recupera Jesse e Reed e li porta via. Dopo aver spiegato a Jesse come rimediare a ciò che ha fatto con il portatile di Pearce, corre da Fiona al loft.
Qui trova Sam, che è stato ingannato e poi colpito da Fiona, la quale è riuscita a scappare per andare a consegnarsi all'FBI, lasciando una lettera per Michael.
Anson chiama Michael, deluso dal suo operato, lui intanto insegue Fiona in centro, ma non può far altro che osservarla da lontano mentre viene arrestata.
Nella lettera Fiona gli dichiara il suo amore e gli chiede di fare la cosa giusta.
- Guest star: Eric Roberts (Reed Perkins)
- Ascolti USA: telespettatori 2 890 000[20]